# 茹瓦塞勒
茹瓦塞勒（法語：Joiselle，法語發音：[ʒwazɛl]）是法国马恩省的一个市镇，属于埃佩尔奈区。

## 地理
茹瓦塞勒（48°46'14"N, 3°30'59"E）面积9.76 平方千米，位于法国大東部大區马恩省，该省份为法国东北部内陆省份，北起阿登省，西北接埃纳省，西南接塞纳-马恩省，南至奥布省，东南接上马恩省，东临默兹省。
与茹瓦塞勒接壤的市镇（或旧市镇、城区）包括：特雷福勒、利奥讷新城、雷韦永、讷维、尚吉永。

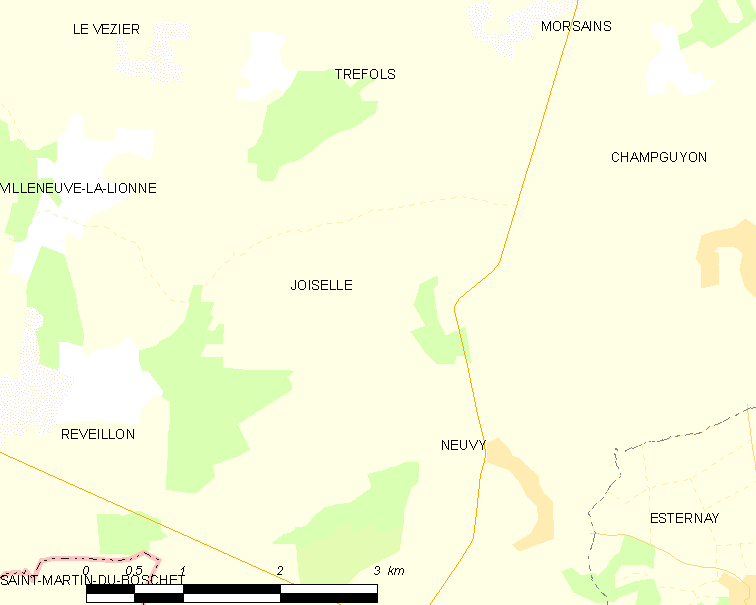
茹瓦塞勒的OSM定位图

茹瓦塞勒的时区为UTC+01:00、UTC+02:00（夏令时）。

## 行政
茹瓦塞勒的邮政编码为51310，INSEE市镇编码为51306。

## 政治
茹瓦塞勒所属的省级选区为塞扎讷-布里-香槟县。

## 人口

1962-2008年间茹瓦塞勒人口变化图示

茹瓦塞勒于2022年1月1日时的人口数量为107人。